# SD Gundam G Generation Cross Rays
SD Gundam G Generation Cross Rays es una de las entregas de SD Gundam G Generation creadas por Bandai Namco Entertainment, y la primera en lanzarse fuera de Japón. El juego se lanzó el 28 de noviembre de 2019 en Japón para PlayStation 4 y Nintendo Switch, y tanto para Japón como fuera de ella se lanzó el mismo día en PC, vendiéndose desde el sitio oficial o vía Steam.

## Cambios
- A diferencia de otras versiones, en esta versión permite elegir una de las series: Gundam Wing, Gundam X, Gundam Seed, Gundam 00 y Mobile Suit Gundam Iron-Blooded Orphans, y sus derivados, además de G Gundam, Gundam AGE, ∀ Gundam, y Gundam Recongista in G. Estas últimas 4 series, junto con Gundam X y su secuela, y el nuevo derivado de Gundam Seed llamado Astray -Princess of the Sky-, solo están disponibles con los DLC.
- A diferencia de las entregas G Generation World y Overworld, activar un BREAK TRIGGER avanza la historia del escenario, en vez de causar un GENERATION BREAK y posterior OVER IMPACT. OVER IMPACT se mantiene, pero se debe activar un CHALLENGE TRIGGER y solo lanza las unidades secretas.
- Además de las unidades de naves de guerra, existe otro grupo: el grupo de asalto. Ese grupo permite cargar su potencia antes de empezar el turno y pueden repararse si se adjuntan las unidades, pero se reducirá la generación de potencia. Como contrapartida, se incluye 3 dificultades, siendo Normal, Hard y Extra. La dificultad Nightmare, que es más difícil que el Extra, solo se obtiene con la versión Deluxe o comprando una expansión de forma separada (las otras expansiones no).
- Los comandos ID cambiaron: Ahora se pueden usar hasta 9 veces los comandos ID en caso de las unidades maestras y del capitán de la nave de guerra, pero solo 5 cada piloto del grupo de asalto.
- Para facilitar las cosas, existen naves SFS. Esas naves no pueden atacar, pero sirve como plataforma para los MS/MA lentos y vehículos de tierra, pero no se pueden acoplar naves ni MS/MA convertidos en nave.
- Para la captura de MS/MA enemigos, es necesario destruir su nave de transporte primero y es posible usando las naves de transporte de los jugadores o los MS/MA equipados con el modo captura.
- Al cambiar los Mobile Suits, ya no tienen costo de recambio.
- Esta entrega es una de las pocas en no contar con el universo UC, eso significa que series cono el primer Gundam o Gundam Unicorn quedan fuera, posiblemente debido a problemas de espacio en el blu-ray en el caso de PlayStation 4.

## Series presentadas
- Mobile Fighter G Gundam
- Mobile Suit Gundam Wing
- Mobile Suit Gundam: The Last Outpost (G-Unit)
- Mobile Suit Gundam Wing: Battlefield of Pacifists
- Gundam Wing: Endless Waltz - Glory of the Losers
- Gundam Wing: Endless Waltz
- After War Gundam X
- After War Gundam X: Next Prologue
- ∀ Gundam
- Mobile Suit Gundam SEED
- Mobile Suit Gundam SEED MSV
- Mobile Suit Gundam SEED Astray
- Mobile Suit Gundam SEED Astray R
- Mobile Suit Gundam SEED Astray B
- Mobile Suit Gundam SEED X Astray
- Mobile Suit Gundam SEED Destiny
- Mobile Suit Gundam SEED Destiny MSV
- Mobile Suit Gundam SEED Destiny Astray
- Mobile Suit Gundam SEED C.E. 73: Stargazer
- Mobile Suit Gundam SEED C.E. 73 ⊿Astray
- Mobile Suit Gundam SEED Frame Astrays
- Mobile Suit Gundam SEED VS Astray
- Mobile Suit Gundam SEED Destiny Astray R
- Mobile Suit Gundam SEED Destiny Astray B
- Mobile Suit Gundam SEED Astray -Princess of the Sky-
- Mobile Suit Gundam 00
- Mobile Suit Gundam 00P
- Mobile Suit Gundam 00F
- Mobile Suit Gundam 00I
- Mobile Suit Gundam 00V
- Mobile Suit Gundam 00V: Battlefield Record
- Mobile Suit Gundam 00 The Movie -Awakening of the Trailblazer-
- Mobile Suit Gundam 00I 2314
- Mobile Suit Gundam AGE
- Gundam Reconguista in G
- Mobile Suit Gundam: Iron-Blooded Orphans
- Mobile Suit Gundam: Iron-Blooded Orphans - Steel Moon
- SD Gundam Gaiden
- SD Gundam GX
- Originales de la serie G Generation